# Leishmaniose cutânea
Leishmaniose cutânea é a forma mais comum de leishmaniose. Trata-se de uma infecção da pele causada por um parasita unicelular e transmitida por uma picada de Mosquito-palha. Há cerca de vinte espécies de Leishmania que podem causar leishmaniose cutânea.

## Epidemiologia
A distribuição de leishmaniose cutânea é muito fortemente ligado à geografia.
Algumas espécies leishmaniose estão intimamente ligados aos seres humanos e, portanto, são encontrados nas cidades (por exemplo, enquanto alguns são mais tradicionalmente associados com espécies animais e são, portanto, consideradas  (por exemplo, grandes L.). Algumas espécies que são tradicionalmente considerados zoonótica (por exemplo, L. panamensis) mas podem se tornar principalente doenças humanas.

## Leishmaniose mucocutânea
A leishmaniose mucocutânea é a mais temida forma de leishmaniose cutânea, uma vez que produz lesões destrutivas e desfigurantes do rosto. É, na maior parte das vezes, causada por Leishmania braziliensis, mas casos causados por L. aethiopica também foram descritos, embora raros.
O tratamento para a leishmaniose mucocutânea é com a combinação de pentoxifilina e um antimonial pentavalente em alta dose por trinta dias: este atinge taxas de cura de 90%. O tratamento com antimonial pentavalente uma falha em sua própria para curar até 42% dos doentes , mesmo nos doentes aparentem-se curados, 19% sofrem uma recaída.

## Diagnóstico
O diagnóstico é baseado na aparência característica de lesões, escalando as lesões que podem tornar-se úlceras e secundariamente infectados com organismos, tais como Staphylococcus aureus.